# A Jetson család és a pankrátor robotok
A Jetson család és a pankrátor robotok (eredeti cím: The Jetsons & WWE: Robo-WrestleMania!) 2017-ben megjelent egész estés amerikai 2D-s számítógépes animációs film, melyet eredetileg DVD-n és Blu-rayen adtak ki. A forgatókönyvet Jed Elinoff és Scott Thomas írta, az animációs filmet Anthony Bell rendezte, a zenéjét Tim Kelly szerezte, a producere Brandon Vietti volt. A Warner Bros. Animation, a Hanna-Barbera Cartoons és a WWE Studios készítette.
Amerikában 2017. március 14-én adta ki DVD-n és Blu-rayen a Warner Home Video és a WWE Home Video, Magyarországon pedig 2017. március 29-én jelent meg DVD-n a ProVideo forgalmazásában.

## Szereplők
| Szereplő             | Eredeti hang             | Magyar hang         |
| -------------------- | ------------------------ | ------------------- |
| George Jetson        | Jeff Bergman             | Seszták Szabolcs    |
| Mr. Cosmo Spacely    | Jeff Bergman             | Pálfai Péter        |
| Elroy Jetson         | Trevor Devall            | Pál Dániel Máté     |
| Jane Jetson          | Grey Griffin             | F. Nagy Erika       |
| Judy Jetson          | Danica McKellar          | Györke Laura        |
| Rosie, a robot       | Tress MacNeille          | Halász Aranka       |
| Astro, a kutya       | Frank Welker             | Papucsek Vilmos     |
| Big Show             | Big Show                 | Bognár Tamás        |
| Big Show robot       | Big Show                 | Bognár Tamás        |
| Sheamus              | Sheamus                  | Varga Rókus         |
| Michael Cole         | Michael Cole             | Posta Victor        |
| Alicia Fox           | Alicia Fox               | Lamboni Anna        |
| Alicia Fox robot     | Alicia Fox               | Lamboni Anna        |
| Roman Reigns         | Roman Reigns             | Tokaji Csaba        |
| Roman Reigns robot   | Roman Reigns             | Tokaji Csaba        |
| Seth Rollins         | Seth Rollins             | Barabás Kiss Zoltán |
| Reaktor Rollins      | Seth Rollins             | Barabás Kiss Zoltán |
| Stardust robot       | Stardust                 | Hám Bertalan        |
| Jey Uso              | Jey Uso                  | Élő Balázs          |
| Jey Uso robot        | Jey Uso                  | Élő Balázs          |
| Jimmy Uso            | Jimmy Uso                | Potocsny Andor      |
| Jimmy Uso robot      | Jimmy Uso                | Potocsny Andor      |
| Mr. McMahon          | Vince McMahon            | Rékasi Károly       |
| Mr. McMoonman        | Vince McMahon            | Rékasi Károly       |
| Rolf Rodriguez       | Eric Bauza               | Mikula Sándor       |
| Dolph Ziggler robot  | Dolph Ziggler            | Seder Gábor         |
| Jegyszedő robot      | JB Blanc                 | ?                   |
| Mercury polgármester | Will Friedle             | ?                   |
| Gladys, a recepciós  | Tania Gunadi             | ?                   |
| Mélyfúró robot       | Kevin Michael Richardson | Albert Gábor        |

További magyar hangok: Albert Gábor, Katona Zoltán, Koncz István, Seder Gábor, Szűcs Péter Pál